# La povera Jenny
La povera Jenny (Die arme Jenny) è un cortometraggio muto del 1912 scritto e diretto da Urban Gad.

## Trama
La giovane Jenny, di onesta famiglia proletaria, è fatta oggetto di avances da parte di Eduard, un vicino di casa benestante ed affascinante. Jenny elude la stretta sorveglianza dei genitori per recarsi ad un appuntamento galante con Eduard, che si trasforma in una notte d’amore con lui.
Quando Jenny torna a casa la mattina successiva, suo padre, smoderatamente ligio alla moralità, non trova di meglio da fare che cacciarla di casa. Jenny chiede allora aiuto a Eduard, che si rivela però essere un fatuo dongiovanni, e la abbandona al suo destino, lasciando purtroppo traccia indelebile nel cuore dell’ingenua ragazza.
Tempo dopo Jenny lavora come ballerina in un teatro di varietà di una grande città, nel quale, una sera, reincontra Eduard: ella gli fa una scenata di gelosia, arrivando ad assalirlo fisicamente, per la qual cosa viene immediatamente licenziata.
Passano dieci anni, Jenny non è più nel fiore della giovinezza (considerando i tempi), e festeggia il proprio compleanno, fra fumo ed alcool, in una bettola. Dopo aver letto sul giornale del matrimonio di Eduard, la povera Jenny, abbattuta, lascia il locale e si incammina nella landa ricoperta dalla neve, in mezzo alla quale, esanime, si accascia.

## Produzione
Il film fu prodotto dalla Deutsche Bioscop GmbH (Berlin).

## Distribuzione
Distribuito dalla Projektions-AG Union (PAGU), uscì nelle sale cinematografiche tedesche il 2 marzo 1912 vietato ai minori, con il visto di censura B.15993-94, rilasciato in data 31 gennaio 1912.
In Italia venne distribuito dalla Lombardo nel 1914. È stato ripresentato in occasione del festival Il cinema ritrovato a Bologna nel 2007.